# Bilal Moumen
Pour les articles homonymes, voir Moumen.
Bilal Moumen (en arabe : بلال مؤمن) est un footballeur algérien né le 16 février 1990 à Guelma. Il évolue au poste de milieu défensif.

## Biographie
Bilal Moumen évolue en première division algérienne avec les clubs du MC Alger et du RC Arbaâ. Il dispute un total de 50 matchs en première division, sans inscrire de but.
Il participe à la Ligue des champions d'Afrique en 2011 avec l'équipe du MC Alger. Il ne joue qu'un seul match dans cette compétition, contre le club marocain du Wydad de Casablanca.

## Palmarès
| MC Alger - Championnat d'Algérie (1) : - Champion : 2009-10. |